# Muruh
Muruh is een bestuurslaag in het regentschap Klaten van de provincie Midden-Java, Indonesië. Muruh telt 2791 inwoners (volkstelling 2010).